# فرودگاه عشاق
فرودگاه عشاق (به انگلیسی: Uşak Airport)  یک فرودگاه همگانی  با کد یاتا USQ است که یک باند فرود بتن دارد و طول باند آن ۲۵۵۶ متر است. این فرودگاه در  کشور ترکیه قرار دارد .